# Mozeș Cahana
Mozeș Cahana (în maghiară Kahána Mózes, în rusă Моисей Генрихович Кахана, transliterat: Moisei Ghenrihovici Kahana; n. 26 noiembrie 1897, Bicazu Ardelean, Neamț, România – d. 11 aprilie 1974, Budapesta, Republica Populară Ungară) a fost un scriitor, poet, eseist și revoluționar de origine evreiască, care a activat în Regatul României, Uniunea Sovietică și Ungaria.

## Biografie
S-a născut în 1897 în satul Bicazu Ardelean, pe atunci în Austro-Ungaria, într-o familie evreiască. A fost fratele mai mic al viitorului psihiatru român Ernő Kahána. În localitatea natală a publicat primele sale poezii, sub numele de Joel Béla. În 1918, când s-a format Republica Ungară, s-a mutat la Budapesta, unde a publicat sub pseudonimul Gyergyai Zoltán. S-a înscris în Partidul Comunist Maghiar și a luptat în războiul româno-ungar din 1919 într-un regiment roșu din Csepel, de partea Ungariei Sovietice. În anul următor, când s-a prăbușit republica, s-a mutat la Viena, unde, în 1921, a publicat volumul de poezii Túl a politikán (cu ilustrații de Hans Mattis-Teutsch), cu orientări dadaiste și expresioniste. Tot aici a fondat în 1922 revista Egyseg („Unitate”), menită să unească emigrația maghiară de stânga din Viena. 
În 1923 se întoarce în Transilvania, stabilindu-se în orașul Târgu Mureș, care făcea parte deja din România. A aderat la Partidul Comunist Român, iar, în 1924, a devenit membru al Comitetului Central al PCdR. A scris în ziarul maghiarofon din București Munkás, motiv pentru care, în 1926, a fost arestat și închis la închisoarea Doftana. Arestarea sa a fost condamnată de Uniunea Internațională a Scriitorilor Revoluționari. În același an a evadat din închisoare și a trecut Nistrul în URSS, stabilindu-se în RASS Moldovenească, unde a publicat opere în „limba moldovenească”. A fost membru fondator și primul președinte al Uniunii Scriitorilor din Moldova. 
„În Transilvania, lozinca <<autodeterminării pînă la despărţire>> nu se bucură
de simpatie în mase, întrucât masele nu năzuiesc spre despărțire.”—Delegatul transilvănean la al III-lea Congres al PCdR din 1924, Mozeș Cahana
În 1929, conform instrucțiunilor Cominternului, a fost trimis la Berlin, apoi la Paris, unde a început să publice proză în limba maghiară. O parte din operele sale au fost publicate de editura maghiară din Cleveland, SUA, sub pseudonimul Köves Miklós. În Paris a mai publicat lucrări jurnalistice și de critică literară despre alți scriitori, cum ar fi Lev Tolstoi, Mihail Sadoveanu, Cezar Petrescu sau Miklós Radnóti. În 1931 revine în URSS, fiind unul dintre liderii comuniștilor români aflați în exil. În 1937, s-a întors clandestin în România și s-a stabilit de data aceasta în Basarabia. În 1940, după ocuparea Basarabiei și Bucovinei de Nord, s-a mutat la Cluj, unde a publicat cel mai faimos roman al său: Hat nap és a hetedik („Șase zile și a șaptea”). A fost colaborator al ziarului Korunk. În 1941, s-a stabilit la Chișinău, în RSS Moldovenească. 
În timpul celui de-al Doilea Război Mondial a fost evacuat în Asia Centrală, iar după război s-a întors la Chișinău. S-a stabilit ulterior în Bender (Tighina), unde a început să lucreze la elaborarea unor lucrări lexicografice, iar în 1946 a publicat un dicționar maghiar-rus, pe care l-a reactualizat în 1951 și în 1959. El devine, împreună cu Ion Canna, liderul scriitorilor transnistreni în cadrul Uniunii Scriitorilor din Moldova, ce vor intra în conflict cu cei basarabeni (Emilian Bucov, Andrei Lupan). În 1954, primul roman al lui Cahana din trilogia planificată despre colectivizare și viața de fermă colectivă, Costea Gingaș, a fost publicat în „limba moldovenească”. În 1956 a apărut al doilea roman, Pavel Bragar. Pentru ultimul roman, Cahana a fost aspru criticat, fiind acuzat de președintele USM, Andrei Lupan, de revizionism. A fost îndepărtat astfel din literatura moldovenească. A fost criticat din nou la Congresul Uniunii Scriitorilor Sovietici din 1959, fiind nevoit să-și ceară scuze. Nu s-a mai întors în Moldova, ci a rămas la Moscova, unde a lucrat ca traducător. 
În 1964 s-a stabilit în Ungaria, la Budapesta, unde a fost întâmpinat ca un maestru al literaturii maghiare moderne (a primit Premiul József Attila în 1968). Succesiv, au apărut reeditări ale romanelor sale timpurii: Biharvári taktika (1965), Tarackos (1971), Két nő egy képen (1974), precum și noi romane, cărți de proză scurtă și memorii: Földön, föld alatt (1967), Legyen másként (1967), Szabadság, szerelem (1968), Íratlan könyvek könyve, önéletrajzi (1969), Vízesés: Mai moldován elbeszélők (1971), Szélhordta magyarok (1971), A kölet boljdozi élet (1972), Lemegy a nap (1973), Sóvárgások könyve, önéletrajzi (1973). 
Deși în momentul respectiv, era unul dintre cei mai cunoscuți scriitori maghiari, M. Cahana s-a sinucis pe 11 aprilie 1974, aruncându-se pe fereastra unui spital din Budapesta.